# Philippe Bugalski
Philippe Bugalski (* 12. Juni 1963 in Busset; † 10. August 2012 in Vichy) war ein französischer Rallyefahrer.

## Karriere
Bugalski holte die ersten Siege auf Citroën in der Gruppe N. Er war von 1984 bis 2003 als Rallyefahrer bei Weltmeisterschaftsläufen dabei. Er gewann 1998 und 1999 den Meistertitel der französischen Rallyemeisterschaft. Auf seinem Karrierehöhepunkt wurde er von Citroën als Spezialist bei Asphaltrallyes in der Rallye-Weltmeisterschaft eingesetzt. Ihm gelang es 1999 mit dem Citroën Xsara Kit Car (Kl.F2) zweimal einen WM-Lauf zu gewinnen. 2001 konnte Bugalski auf dem Citroën Xsara WRC die Rallye Deutschland gewinnen, die damals erstmals in ihrer heutigen Form ausgetragen wurde, aber noch kein WM-Lauf war.
Nachdem er sich in der Saison 2003 aus dem aktiven Rallyesport zurückzog und sein eigenes Automeca Solutions-Rallye-Team gründete, wurde er weiterhin als Testfahrer eingesetzt. So entwickelte er unter anderem 2010 das aktuelle Citroën DS3 WRC mit.

## Tod
Bugalski stürzte am 10. August 2012 beim Schneiden von Ästen von einem Baum  und zog sich dabei tödliche Verletzungen zu.

## WRC-Laufsiege
| Nr. | Rallye            | Saison | Beifahrer          | Fahrzeug              |
| --- | ----------------- | ------ | ------------------ | --------------------- |
| 1   | Rallye Katalonien | 1999   | Jean-Paul Chiaroni | Citroën Xsara Kit Car |
| 2   | Rallye Korsika    | 1999   | Jean-Paul Chiaroni | Citroën Xsara Kit Car |